# Das klagende Lied
Das klagende Lied är en enorm kantat av kompositören Gustav Mahler, komponerad mellan 1878 och 1880, men därefter reviderad. Det är ett av de första verken av kompositören som överlevt.
Kantaten är skriven för stor orkester och kör och tar drygt en timme att framföra. Texten bygger på en folksaga, men är annars skriven av Mahler själv. 
Kantaten består av tre delar:
1. Waldmärchen (Skogslegend)
2. Der Spielmann (Spelmannen)
3. Hochzeitsstück (Bröllopsstycke)

Berättelsen börjar med att en vacker men högfärdig drottning inte vill gifta sig. Som villkor ställer hon att hennes blivande make måste hitta en särskild vacker röd blomma. Två bröder tillhör de tävlande. Den ene brodern hittar blomman men dödas av den andre.
I andra delen hittar en vandrande spelman ett vitnat ben som han täljer till en flöjt. När han blåser i denna får han höra historien om de två bröderna.
I sista delen anländer spelmannen till slottet där bröllop ska hållas mellan drottningen och den elake brodern. När denne spelar på flöjten får alla höra sanningen. Drottningen svimmar, alla gäster flyr och slottet störtar samman.
Das klagende Lied saknar något av balansen i kompositörens senare verk. Däremot kan man redan känna igen flera kännetecken; folkmelodier, våldsam dramatik, körinsatser och instrument i fjärran. Ynglingen Mahler formulerar med detta verk många av sina ledmotiv. Verket andas en friskhet och sagostämningen är synnerligen närvarande.